# Bundesstraße 29a
Pour les articles homonymes, voir Route 29.
La Bundesstraße 29a est le nom d'une route de desserte dans l'est du Bade-Wurtemberg. Elle est conforme à l'ancienne Landesstraße 1084 entre la jonction d'Unterkochen de la Bundesstraße 19 dans la vallée du Kocher et la jonction Aalen/Oberkochen de la Bundesautobahn 7, complétée par le contournement nord du quartier d'Ebnat, qui est construite en quatre phases de construction entre le 16 novembre 2020 et le 3 décembre 2021 dans le Härtsfeld. La route se trouve entièrement dans les limites de la ville d'Aalen.
À moyen terme, l'expansion de l'ensemble de l'itinéraire est prévue, ce qui a pour but d'augmenter le trafic sur l'Albufstieg entre Unterkochen et Ebnat, d'augmenter l'efficacité et de soulager le centre d'Ebnat. Dans le Plan fédéral d'infrastructure de transport 2030, cette mesure est incluse comme un besoin urgent.
Avec l'ouverture le 3 décembre 2021 du contournement nord d'Ebnat d'environ 2,1 km de long entre les embranchements Ebnat-Ouest et Ebnat-Est, ainsi qu'avec l'agrandissement partiel et la rénovation de l'ancienne L 1084 entre l'embranchement Ebnat-Est et l'A 7, la première phase d'expansion est terminée. La planification et le calendrier de l'extension dans l'Albufstieg entre Unterkochen (B 19) et Ebnat-Ouest sont toujours en suspens. L'ensemble de l'itinéraire est renommé Bundesstraße le 1er janvier 2022.

## Source
- (de) Cet article est partiellement ou en totalité issu de l’article de Wikipédia en allemand intitulé « Bundesstraße 29a » (voir la liste des auteurs).

1. ↑  (de) « Ortsumfahrung zwischen Aalen und Ebnat freigegeben », sur Land de Bade-Wurtemberg, 2021 (consulté le 28 février 2023)